# Ghiacciaio Bridgman
Il ghiacciaio Bridgman (in inglese Bridgman Glacier) è un ripido ghiacciaio situato sulla costa di Borchgrevink, nella regione nord-occidentale della Dipendenza di Ross, in Antartide. Il ghiacciaio, il cui punto più alto si trova a circa 800 m s.l.m., si trova in una baia nel versante occidentale della penisola Hallett e fluisce verso ovest fino a entrare nell'insenatura Edisto, sulla quale si prolunga poi come lingua di ghiaccio galleggiante, tra la scogliera Salmon, a nord, e la scogliera Roberts, a sud.

## Storia
Il ghiacciaio Bridgman è stato mappato per la prima volta dallo United States Geological Survey grazie a fotografie scattate durante ricognizioni aeree dalla marina militare statunitense (USN) nel periodo 1960-62, e così battezzato da membri della spedizione neozelandese di ricognizione geologica in Antartide svoltasi nel 1957-58 in onore del tenente Albert H. Bridgman, della USN, chirurgo e leader dell'Operazione Deep Freeze svoltasi nel 1959 alla base di ricerca Hallett.